# Close Brothers Group
O Close Brothers Group plc é um grupo de bancos comerciais do Reino Unido, que fornece empréstimos, captação de depósitos, administração de patrimônio e negociação de valores mobiliários. A empresa está listada na Bolsa de Valores de Londres e é um componente do FTSE 250 Index.

## História
A Close Brothers foi fundada em 1878 por William Brooks Close e seus irmãos Fred e James Close, que começaram a oferecer hipotecas agrícolas em Sioux City, Iowa.
Em 1897, William Brooks Close pagou 10.000 libras ao governo dos EUA pelo direito de construir a primeira ferrovia do Alasca, a White Pass e a Yukon Route.
Foi objeto de uma compra pela administração em 1978 e foi listada pela primeira vez na Bolsa de Londres em 1984.
Nas décadas de 1980 e 1990, a empresa iniciou uma fase de expansão significativa através da aquisição de um grande número de empresas especializadas, incluindo a Winterflood Securities em 1993, Divisão de Finanças Corporativas da Hill Samuel em 1996 e Rea Brothers em 1999.
Em março de 2008, a Close Brothers adquiriu o Commercial Acceptances Group, do Reino Unido, por empréstimos a curto prazo e por pontes, por cerca de £31 milhões. Em maio de 2009, foi anunciado que o negócio de finanças corporativas seria adquirido pela Daiwa Securities SMBC, uma empresa de banco de investimento japonesa, deixando a Close Brothers focada em soluções de mercado de capitais, negociação de valores mobiliários, empréstimos e gestão de investimentos.
A Close Brothers alienou o Close Brothers Seydler Bank AG (“Seydler”), sua empresa de valores mobiliários na Alemanha, para Oddo et Cie em 2014.

## Operações
A divisão Close Brothers Banking oferece empréstimos especializados para pequenas e médias empresas e indivíduos em uma ampla gama de classes de ativos e também oferece serviços de recebimento de depósitos.
A Winterflood, líder no mercado no Reino Unido, negocia em MTFs relevantes e cobre quase todas as ações listadas na LSE, bem como o Mercado de Investimentos Alternativos (AIM) e a Bolsa de Valores e Derivativos do ICAP.